# Конкоре (Лот)
Конкоре (фр. Concorès) насеље је и општина у јужној Француској у региону Миди Пирене, у департману Лот која припада префектури Гурдон.
По подацима из 2011. године у општини је живело 281 становника, а густина насељености је износила 14,79 становника/km². Општина се простире на површини од 19 km². Налази се на средњој надморској висини од 317 метара (максималној 365 m, а минималној 150 m).

## Демографија
| 1962. | 1968. | 1975. | 1982. | 1990. | 1999. | 2011. |
| ----- | ----- | ----- | ----- | ----- | ----- | ----- |
| 273   | 363   | 331   | 327   | 287   | 295   | 281   |

График промене броја становника у току последњих година